# Drammaturgo
Il drammaturgo è l'autore che scrive opere drammaturgiche, rappresentate in teatro o comunque in uno spazio scenico.

## Storia
Storicamente, a partire dalla codificazione greca, si distinguono due categorie principali:
- il tragediografo, che si occupa principalmente di scrivere tragedie;
- il commediografo (dal greco κωμωιδιογράφος), che si occupa principalmente di scrivere commedie.

In effetti, i primi tragediografi furono greci: i maestri riconosciuti già dagli antichi furono Eschilo, Sofocle ed Euripide, con i quali la tragedia raggiunse livelli altissimi. Lo sviluppo del teatro tragico in ambito romano ebbe i suoi massimi esponenti in età repubblicana, con autori come Quinto Ennio, Marco Pacuvio e Lucio Accio; tuttavia, ci sono pervenute le opere del solo Lucio Anneo Seneca.  
In età moderna, la rinascita del teatro tragico vide figure come l'inglese William Shakespeare, il francese Voltaire, gli italiani Federigo Della Valle, Vittorio Alfieri, Ugo Foscolo e Alessandro Manzoni, dopo i quali la tragedia propriamente intesa si fuse con la commedia, abbandonando il tema storico-mitologico e sfociando nel dramma borghese.
Per quanto concerne il teatro comico, anche primi commediografi emersero nell'Antica Grecia. Tra essi si ricordano Aristofane e Menandro: i temi di quest'ultimo vennero poi ripresi dai latini Plauto e Terenzio, a noi pervenuti, tanto che la cultura latina diede un apporto fondamentale per lo sviluppo di questa branca della drammaturgia. Nell'età moderna, la figura del commediografo è stata rappresentata soprattutto da William Shakespeare, mentre in Francia l'apice venne raggiunto nel XVII secolo con Molière; in Italia, invece, si ricorda soprattutto la figura di Carlo Goldoni, considerato dalla critica letteraria uno dei più significativi scrittori di commedie nel senso moderno del termine. 
In età contemporanea, sempre in Italia, emergono figure come Eduardo Scarpetta, Eduardo De Filippo, Luigi Pirandello e Dario Fo, gli ultimi due vincitori del Premio Nobel.